# به جای خود (ترانه)
«به جای خود» (به انگلیسی: On Your Mark) یک ترانه از گروه راک ژاپنی چیج اند اسکا است. این ترانه در سال ۱۹۹۴ به عنوان بخشی از تک آهنگ قلب منتشر شد. بعد از انتشار به فروش یک میلیون رسید و به صورت کنسرت توسط این دو اجرا شد. این ترانه در آلبوم‌های مختلف گروه گنجانده شده‌است. در اصل ترانه با اشعار ژاپنی نوشته شده بود و اقتباس آن به زبان انگلیسی با عنوان Castles in the Air تهیه و منتشر شد.
در سال ۱۹۹۵ یک موزیک ویدئو توسط استودیو جیبوری ساخته شد. هایائو میازاکی پس از مواجه با سد نویسندگی در شاهزاده مونونوکه، به عنوان یک پروژه فرعی این فیلم کوتاه را نوشت و کارگردانی کرد. این انیمیشن کوتاه با عنوان تئاتر تجربی جیبوری به جای خود در ژوئن ۱۹۹۵ در کنسرت پخش شد و حتی به عوان پیش نمایش کوتاه، قبل از اکران زمزمه قلب در سینماها نیز اکران شد.